# RAB34
RAB34 (англ. RAB34, member RAS oncogene family) – білок, який кодується однойменним геном, розташованим у людей на короткому плечі 17-ї хромосоми. Довжина поліпептидного ланцюга білка становить 259 амінокислот, а молекулярна маса — 29 044.
| 10         |  | 20         |  | 30         |  | 40         |  | 50         |
| ---------- |  | ---------- |  | ---------- |  | ---------- |  | ---------- |
| MNILAPVRRD |  | RVLAELPQCL |  | RKEAALHGHK |  | DFHPRVTCAC |  | QEHRTGTVGF |
| KISKVIVVGD |  | LSVGKTCLIN |  | RFCKDTFDKN |  | YKATIGVDFE |  | MERFEVLGIP |
| FSLQLWDTAG |  | QERFKCIAST |  | YYRGAQAIII |  | VFNLNDVASL |  | EHTKQWLADA |
| LKENDPSSVL |  | LFLVGSKKDL |  | STPAQYALME |  | KDALQVAQEM |  | KAEYWAVSSL |
| TGENVREFFF |  | RVAALTFEAN |  | VLAELEKSGA |  | RRIGDVVRIN |  | SDDSNLYLTA |
| SKKKPTCCP  |  |            |  |            |  |            |  |            |

A: Аланін

C: Цистеїн

D: Аспарагінова кислота

E: Глутамінова кислота

F: Фенілаланін

G: Гліцин

H: Гістидин

I: Ізолейцин

K: Лізин

L: Лейцин

M: Метіонін

N: Аспарагін

P: Пролін

Q: Глутамін

R: Аргінін

S: Серин

T: Треонін

V: Валін

W: Триптофан

Кодований геном білок за функцією належить до фосфопротеїнів. 
Задіяний у таких біологічних процесах, як транспорт, транспорт білків, ацетилювання, альтернативний сплайсинг. 
Білок має сайт для зв'язування з нуклеотидами, ГТФ. 
Локалізований у цитоплазмі, мембрані, цитоплазматичних везикулах, апараті гольджі.